# Zartmann (Sänger)/Diskografie
Diese Diskografie ist eine Übersicht über die musikalischen Werke des deutschen Popsängers und Rappers Zartmann. Seine erfolgreichsten Veröffentlichungen sind die Singles Wie du manchmal fehlst und Tau mich auf mit je über 315.000 verkauften Einheiten.

## Alben

### EPs
| Jahr | Titel Musiklabel                                        | Höchstplatzierung, Gesamtwochen, AuszeichnungChartplatzierungen (Jahr, Titel, Musiklabel, Platzierungen, Wochen, Auszeichnungen, Anmerkungen) | Höchstplatzierung, Gesamtwochen, AuszeichnungChartplatzierungen (Jahr, Titel, Musiklabel, Platzierungen, Wochen, Auszeichnungen, Anmerkungen) | Höchstplatzierung, Gesamtwochen, AuszeichnungChartplatzierungen (Jahr, Titel, Musiklabel, Platzierungen, Wochen, Auszeichnungen, Anmerkungen) | Anmerkungen                            |
| Jahr | Titel Musiklabel                                        | DE | AT | CH | Anmerkungen                            |
| ---- | ------------------------------------------------------- | --- | --- | --- | -------------------------------------- |
| 2022 | 11 bis 2 Walk This Way Records (UMG)                    | — | — | — | Erstveröffentlichung: 10. Februar 2022 |
| 2024 | Dafür bin ich frei Bamboo Artists • Epic Records (Sony) | DE6 (… Wo.)DE | AT29 (32 Wo.)AT | CH39 (32 Wo.)CH | Erstveröffentlichung: 21. Juni 2024    |
| 2025 | Schönhauser Bamboo Artists • Epic Records (Sony)        | DE1 (… Wo.)DE | AT1 (7 Wo.)AT | CH6 (5 Wo.)CH | Erstveröffentlichung: 4. April 2025    |

## Singles
| Jahr | Titel Album                                                              | Höchstplatzierung, Gesamtwochen, AuszeichnungChartplatzierungen (Jahr, Titel, Album, Platzierungen, Wochen, Auszeichnungen, Anmerkungen) | Höchstplatzierung, Gesamtwochen, AuszeichnungChartplatzierungen (Jahr, Titel, Album, Platzierungen, Wochen, Auszeichnungen, Anmerkungen) | Höchstplatzierung, Gesamtwochen, AuszeichnungChartplatzierungen (Jahr, Titel, Album, Platzierungen, Wochen, Auszeichnungen, Anmerkungen) | Anmerkungen                                                                     |
| Jahr | Titel Album                                                              | DE | AT | CH | Anmerkungen                                                                     |
| --- | ------------------------------------------------------------------------ | --- | --- | --- | ------------------------------------------------------------------------------- |
| 2021 | 2 Blocks –                                                               | — | — | — | Erstveröffentlichung: 18. Februar 2021                                          |
| 2021 | Schon witzig –                                                           | — | — | — | Erstveröffentlichung: 27. Mai 2021                                              |
| 2021 | Komm mit an die Bar –                                                    | — | — | — | Erstveröffentlichung: 5. August 2021                                            |
| 2021 | Ich kann nicht mehr –                                                    | — | — | — | Erstveröffentlichung: 23. September 2021 mit Theo Junior                        |
| 2023 | Ein Anruf entfernt –                                                     | — | — | — | Erstveröffentlichung: 13. April 2023                                            |
| 2023 | Schön/Scheiße –                                                          | — | — | — | Erstveröffentlichung: 26. Mai 2023 mit Bruckner                                 |
| 2023 | Rotkäppchen –                                                            | — | — | — | Erstveröffentlichung: 20. Juli 2023                                             |
| 2023 | Sie passt nicht nach Berlin –                                            | — | — | — | Erstveröffentlichung: 12. Oktober 2023 mit Drumla & *Maliiik                    |
| 2024 | Nichts für immer Dafür bin ich frei                                      | — | — | — | Erstveröffentlichung: 12. Januar 2024                                           |
| 2024 | Zu stolz –                                                               | — | — | — | Erstveröffentlichung: 9. Februar 2024 mit Drumla                                |
| 2024 | Fuß baumeln Dafür bin ich frei                                           | — | — | — | Erstveröffentlichung: 15. März 2024 feat. Drumla                                |
| 2024 | Meinen die uns Dafür bin ich frei                                        | — | — | — | Erstveröffentlichung: 26. April 2024 feat. Aaron, Antonius & Kasi               |
| 2024 | Wie du manchmal fehlst Dafür bin ich frei                                | DE6 Gold · (27 Wo.)DE | AT13 Gold · (18 Wo.)AT | CH31 (11 Wo.)CH | Erstveröffentlichung: 24. Mai 2024 Verkäufe: + 315.000; feat. Ski Aggu          |
| 2024 | Und du suchst noch überall, alles was mal von mir war Dafür bin ich frei | — | — | — | Erstveröffentlichung: 7. Juni 2024                                              |
| 2024 | Dafür bin ich frei                                                       | DE63 (1 Wo.)DE | — | — | Erstveröffentlichung: 20. Juni 2024 feat. Bausa                                 |
| 2024 | Wir haben’s überlebt –                                                   | — | — | — | Erstveröffentlichung: 11. Oktober 2024                                          |
| 2024 | Niemand –                                                                | — | — | — | Erstveröffentlichung: 15. November 2024                                         |
| 2025 | Tau mich auf Schönhauser                                                 | DE1 Gold · (… Wo.)DE | AT2 Gold · (… Wo.)AT | CH7 (… Wo.)CH | Erstveröffentlichung: 31. Januar 2025 Verkäufe: + 315.000                       |
| 2025 | Lass es gehen Schönhauser                                                | DE37 (1 Wo.)DE | — | — | Erstveröffentlichung: 21. Februar 2025 feat. Max Raabe                          |
| 2025 | Wunderschön Schönhauser                                                  | DE27 (5 Wo.)DE | AT54 (1 Wo.)AT | CH89 (1 Wo.)CH | Erstveröffentlichung: 14. März 2025                                             |
| 2025 | Schönhauser                                                              | DE23 (3 Wo.)DE | AT28 (2 Wo.)AT | CH69 (… Wo.)CH | Erstveröffentlichung: 3. April 2025 feat. Gustav                                |
| Folgende Lieder erschienen nicht als Single, wurden aber durch das Album zum Download und Streaming bereitgestellt und konnten somit eine Platzierung erlangen: |                                                                          | | | |                                                                                 |
| |                                                                          | | | |                                                                                 |
| 2024 | Eehhhyyy Dafür bin ich frei                                              | DE24 Gold · (46 Wo.)DE | AT32 Gold · (18 Wo.)AT | CH100 (1 Wo.)CH | Videoauskopplung: 8. Juli 2024 Charteinstieg: 12. Juli 2024 Verkäufe: + 315.000 |

## Musikvideos
| Jahr | Titel                                                 | Regie |
| ---- | ----------------------------------------------------- | --- |
| 2021 | 2 Blocks                                              | Ben Baumgarten |
| 2021 | Schon witzig                                          | Biko Voigts |
| 2021 | Komm mit an die Bar                                   | Ben Baumgarten |
| 2023 | Ein Anruf entfernt                                    | Maximilian Heeb |
| 2023 | Schön/Scheiße                                         | Eric Joel Nagel |
| 2023 | Rotkäppchen                                           | Maximilian Heeb |
| 2024 | Nichts für immer                                      | Maximilian Heeb |
| 2024 | Zu stolz                                              | Zartmann |
| 2024 | Fuß baumeln                                           | Luis Frederik, Julian Jablonski, Zartmann                                                                          |
| 2024 | Meinen die uns                                        | Luis Frederik, Julian Jablonski, Antonius Kauf, Jakob-Kasimir Herbst, Aaron Lovac, Matias de Olavarrieta, Zartmann |
| 2024 | Wie du manchmal fehlst                                | Luis Frederik, Marlon Helmeke                                                                                      |
| 2024 | Und du suchst noch überall, alles was mal von mir war | Luis Frederik |
| 2024 | Dafür bin ich frei                                    | Luis Frederik, Julian Jablonksi, Zartmann                                                                          |
| 2024 | Eehhhyyy                                              | Luis Frederik, Zartmann                                                                                            |
| 2024 | Wir haben’s überlebt                                  | Paulina Hapka, Marlon Helmeke                                                                                      |
| 2024 | Niemand                                               | Luis Frederik |
| 2025 | Tau mich auf                                          | Luis Frederik |
| 2025 | Lass es gehen                                         | Sebastian Mowka |
| 2025 | Wunderschön                                           | Aaron Lovac, Zartmann                                                                                              |
| 2025 | Schönhauser                                           | Luis Frederik |

## Statistik

### Chartauswertung
|                     | DE    | AT    | CH    |
| ------------------- | ----- | ----- | ----- |
| Nummer-eins-Alben   | DE1DE | AT1AT | CH—CH |
| Top-10-Alben        | DE2DE | AT1AT | CH1CH |
| Alben in den Charts | DE2DE | AT2AT | CH2CH |

|                       | DE    | AT    | CH    |
| --------------------- | ----- | ----- | ----- |
| Nummer-eins-Singles   | DE1DE | AT—AT | CH—CH |
| Top-10-Singles        | DE2DE | AT1AT | CH1CH |
| Singles in den Charts | DE7DE | AT5AT | CH5CH |

### Auszeichnungen für Musikverkäufe
Anmerkung: Auszeichnungen in Ländern aus den Charttabellen bzw. Chartboxen sind in ebendiesen zu finden.
| Land/RegionAuszeichnungen für Musikverkäufe (Land/Region, Auszeichnungen, Verkäufe, Quellen) | Gold     | Platin | Verkäufe | Quellen           |
| -------------------------------------------------------------------------------------------- | -------- | ------ | -------- | ----------------- |
| Deutschland (BVMI)                                                                           | 3× Gold3 | —      | 900.000  | musikindustrie.de |
| Österreich (IFPI)                                                                            | 3× Gold3 | —      | 45.000   | ifpi.at           |
| Insgesamt                                                                                    | 6× Gold6 | —      |          |                   |